# United Party (Südafrika)

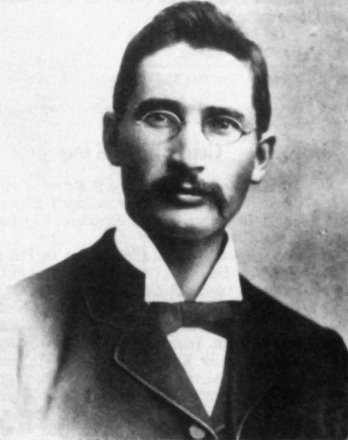
James Barry Munnick Hertzog

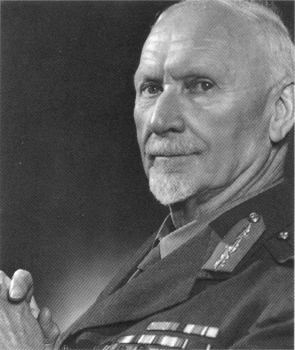
Jan Christiaan Smuts

Die United National South African Party (afrikaans Verenigde Suid-Afrikaanse Nasionale Party) war die Regierungspartei Südafrikas in den Jahren von 1934 bis 1948. Sie ging am 5. Dezember 1934 aus der National Party (NP) und der South African Party hervor. Umgangssprachlich wurde sie United Party (Verenigde Party) genannt. Anfangs wurde sie von Briten, Buren und Coloureds unterstützt und erzielte bei den Parlamentswahlen große Mehrheiten.
Ihr Vorsitzender war bis zum 4. September 1939 James Barry Munnick Hertzog. Aufgrund seiner neutralen Einstellung zum Zweiten Weltkrieg verlor er den Parteivorsitz und das Amt des Premierministers an Jan Smuts. Dieser regierte Südafrika während des Krieges und der unmittelbaren Nachkriegsjahre.
Smuts verlor mit der UP die Wahl von 1948 an die damalige Herenigde Nasionale Party, ab 1951 wieder NP. Von 1950 bis 1956 hatte Jacobus Gideon Nel Strauss den Parteivorsitz inne. Diesem folgte 1956 Sir David Pieter De Villiers Graaff. 1959 spaltete sich die Progressive Party ab. 1977 wurde die UP in New Republic Party (Nuwe Republiek Party) umbenannt. Viele Mitglieder traten aus der Partei aus. Einige traten daraufhin in die Progressive Federal Party (Progressiewe Federale Party) ein, die sich gegen die Apartheid aussprach. Andere wechselten zur regierenden NP. Nach den Parlamentswahlen von 1977 sank die Zahl der Abgeordneten der New Republic Party von 41 auf 10.
Die UP sprach sich zwar gegen die Apartheid als System aus, hielt jedoch vorerst an der Vorherrschaft der weißen Minderheit fest. Langfristig sollten die verschiedenen Rassen jedoch integriert werden – Parteiführer Jan Smuts sprach sich für „langsame Liberalisierung“ („liberalized at a modest pace“) der vor der Apartheid bestehenden Rassenbeschränkungen aus.